# Деманж, Ян
Ян Деманж (фр. Yann Demange; род. 7 ноября 1977, Париж) — французский теле- и кинорежиссёр алжирского происхождения, выросший в Лондоне. Сняв для телевидения несколько телесериалов получивших широкую известность, дебютировал в качестве режиссёра независимого фильма «71» (2014), за который получил Премию британского независимого кино в номинации «Лучший режиссёр».

## Биография
Деманж родился в Париже в семье матери-француженки и отца-алжирца, в два года переехал в Лондон вместе с матерью и двумя старшими сводными братьями, сначала на юг города, затем на запад. Его родители разошлись вскоре после переезда семьи в Лондон, и с четырех до двенадцати лет Деманж воспитывался в двух приёмных семьях в Эссексе, одна из которых была франкоговорящей, а другая — белой семьей кокни. Изначально ему дали имя Мунир, однако один из его сводных братьев убедил мать изменить его, чтобы избежать дискриминации за арабское имя, поэтому после развода родителей его имя было изменено на Ян, а Мунир стал его вторым именем. Хотя он является гражданином Франции, Деманж говорил, что у него нет единого чувства национальной идентичности и что он в первую очередь называет себя лондонцем.
Летом 1991 года, незадолго до начала гражданской войны, он отправился в Алжир, чтобы встретиться со своими родственниками: во время этой поездки он впервые увидел фильм «Битва за Алжир», в котором тётя Деманжа снялась в качестве одного из многих непрофессиональных актёров. Он говорил, что осознание роли своей тети в фильме укрепило его любовь к кинематографу: «Как бы абсурдно это ни звучало, но на каком-то уровне мне казалось, что я открыл для себя наследство какой-то личной линии в кино». Начал свою карьеру в 18 лет, участвуя в съёмках музыкальных клипов, а затем поступил в фонд искусств при Лондонском колледже печати. Позже снимал документальные фильмы для компании General Electric.
В конце 2000-х годов Деманж поступил в Национальную школу кино и телевидения, получив стипендию от компании Disney. На основе своего дипломного фильма он заключил сделку с ICM Partners, в результате чего стал режиссёром нескольких эпизодов телесериала «Тайный дневник девушки по вызову» (2007). Затем он снял сериал про зомби «Тупик» (2008), который был номинирован на телевизионную премию BAFTA в категории «Лучший драматический сериал». За работу над сериалом Top Boy (2011) для Channel 4, драмы о бандах в Хакни, Деманж получил номинацию на телевизионную премию BAFTA за лучшую режиссуру, а сам сериал был номинирован в категории «Лучший мини-сериал».
Дебютной полнометражной работой Деманжа стал фильм «71» (2014), в котором Джек О’Коннелл сыграл роль солдата, отправленного в Белфаст в разгар политического кризиса в Северной Ирландии. Премьера фильма «71» состоялась в рамках конкурсной программы Берлинского международного кинофестиваля и получила признание критиков. Деманж получил премию British Independent Film Award за лучшую режиссуру и был номинирован на премию BAFTA за выдающийся дебют британского сценариста, режиссера или продюсера. Деманж также был назван многообещающим новым голосом в британском кинематографе.
В ноябре 2022 года стало известно, что Деманж станет режиссёром фильма «Блэйд» — перезагрузки кинофраншизы «Блэйд», действие которого разворачивается в Кинематографической вселенной Marvel. Но в июне 2024 года Деманж покинул место режиссёра фильма.

## Избранная фильмография

### Кино
- '71 (2014)
- Белый парень Рик (2018)

### Телевидение
- Тайный дневник девушки по вызову (2007)
- Тупик (2008)
- Уголовное правосудие (2009)
- Страна Лавкрафта (2020)